# Wołodymyr Borysewycz
Wołodymyr Mykołajowycz Borysewycz, ukr. Володимир Миколайович Борисевич (ur. 3 listopada 1969 w obwodzie iwanofrankowskim) – ukraiński piłkarz, grający na pozycji napastnika.

## Kariera piłkarska

### Kariera klubowa
Rozpoczął karierę piłkarską w zespole Dnister Zaleszczyki. 28 marca 1993 rozegrał jeden mecz w składzie Wołyni Łuck, po czym kontynuował występy w drużynie Dnister Zaleszczyki. W 1994 przeszedł do Pokuttia Kołomyja, a latem przeniósł się do zespołu Probij Horodenka. Na początku 1994 wyjechał do Mołdawiiu, gdzie bronił barw pierwszoligowego Agro Kiszyniów. Potem wrócił do domu i występował w drużynie Probij Horodenka. Latem 1998 został zaproszony do Bukowyny Czerniowce. Potem występował w zespołach amatorskich, m.in. Dynamo-Orbita Kamieniec Podolski, FK Łużany, Karpaty Jaremcze, Probij Horodenka i Kameniar Serafińce. W 2014 zakończył karierę piłkarską.